# Видно поље
Видно поље је онај део простора у коме су објекти видљиви у истом тренутку у бочном (периферном) виду током стабилне фиксације погледа на централну тачку.  У офталмологији и неурологији акценат је углавном на структуру унутар видног поља, оодносно на оно што је видљиво, или „област функционалног капацитета добијен и забележен помоћу периметрије.
Видно поље се такође може схватити и као претежно перцептуални концепт и његова дефиниција тада постаје... „просторни низ визуелних сензација доступних за посматрање у интроспекцијским психолошким експериментима.
Видно поље се сматра једним од главних фактора који утичу на психологију вида и има улогу распознавања објеката и препознавања дешавања. Периферно видно поље је замућени део видног поља који доприноси проширењу видног поља до нивоа да крај ока може препознати одређени облик и боју. Када периферни вид не успе да препозна концепт виђења слике испред, сигнал се шаље у центар за вид мозга и ослобађа се тзв. рефлекс вида и мозак тада ствара реалнији слику приказа испред.
Одговарајући концепт за оптичке инструменте и сензоре слике је видно поље (ФОВ). Код људи и животиња, ФОВ се односи на подручје видљиво када су покрети очију (ако су они могуће за одрежену врсту) дозвољени.
У оптометрији, офталмологији и неурологији, тест видног поља се користи да би се утврдило да ли је видно поље оштечено болестима које изазивају локални скотом или већи губитак вида или смањење осетљивости (повећање прага).

## Физиологија
Монокуларно видно поље се састоји од: 
- централног видног поља, које укључује унутрашњих 30° вида и централну фиксацију,

- периферног видног поља, које се протеже за 100° бочно, 60° медијално, 60° нагоре и 75° наниже.

Вертикална линија дели централну фиксацију и самим тим и видно поље на назално и темпорално полупоље. 
Смештена у темпоралном хемипољу је нормална слепа тачка (или мрља) на приближно 12° до 17° од фиксације и 1,5° испод хоризонталног меридијана. Слепа тачка је на дијаграму видног поља представљена апсолутним скотомом и анатомски одговара склералном каналу кроз који нервна влакна ретине напуштају око на оптичком диску.
Нормално видно поље је острво вида које мери:
- 90° темпорално у односу на централну фиксацију,
- 50° горе и носно,
- 60° доле.

Оштрина вида се повећава од дискриминације покрета у екстремном периферном виду до више од 20/20 у центру вида. Депресија или одсуство вида било где на острву вида је ненормална појава.

## Метод за процену видног поља
Постоји велика разноликост у методама и апаратима који се користе за процену видних поља. Квантификовано тестирање видног поља са Голдмановим периметром или тангентним екраном је идеално, али може бити непрактично или немогуће у великом броју ситуација. Пацијенти су можда превише болесни да би били премештени до апарата и собе за тестирање, а деца и афазични или дементни субјекти сигурно не могу да се придржавају компликованих упутстава испитивача. За ове ситуације, неопходно је овладати техникама конфронтације које се користе за тестирања видног поља.
Методе које се користе за истраживање дефекта видног поља код млађих пацијената сличне су онима које се користе код одраслих који су дисфазични, неписмени или тупави. Људско лице је одлична мета за фиксирање. Један од наших најпримитивнијих визуелних рефлекса је увођење занимљивих фиксационих циљева у централну фиксацију. Овај рефлекс фиксације може се употребити посматрањем покрета очију појединца док лице испитивача улази у видно поље дуж различитих меридијана.
Перцепција боја је префињенији и осетљивији параметар функције видног поља. Релативни недостатак перцепције боје у једном оку или у једној половини видног поља може бити истакнута манифестација активне или решене интракранијалне лезије. На одељењима или у хитној помоћи, квалитативна процена вида боја може се добити тако што се од пацијента тражи да упореди богатство или осветљеност примарне боје приказане прво на десно око, а затим на лево. Пацијент са централним или цекоцентралним скотомом, због лезије оптичког нерва, обично ће пријавити да обојени предмети изгледају затамњенији, загаситији или не тако сјајни у захваћеном оку.
Поређење светлине или богатства боје такође се може користити за процену перцепције назалног и временског поља. Свако око се тестира појединачно. Да би се истражила могућност хемианопског дефекта, два предмета сличне боје држе се пред пацијентом, један у назалној, а други у темпоралној зони вида. Пацијент, упућен да задржи фиксацију на носу испитивача, говори да ли ова два објекта изгледају исто или да ли је један светлији или досаднији од другог. Предмет у нетакнутом полупољу обично ће бити описан као светлији или богатији у нијансама; перцепција тамнијег или досаднијег објекта представља потенцијалну зону неисправног вида коју треба даље истражити померањем мете из области релативно лоше засићености у светлију област. Док се то ради, од пацијента се тражи да идентификује тачну тачку у којој покретни објекат постаје светао као и пратећи стимулус. Тачка транзиције је пажљиво забележена. Ако је у линији са замишљеном линијом повученом кроз тачку фиксације, велика је вероватноћа да област дезасићености боје представља суптилни дефект хемианопског поља. Подручја тупе перцепције увек треба истражити померањем тест стимулуса полако у зоне светлијег искуства. На овај начин, пажљив и стрпљив клиничар може открити мале хемианопске, квадрантне, па чак и цекоцентралне дефекте поља.
Тангентни екран је црни филцани екран на коме су неупадљиво означене радијалне линије и концентрични кругови од 5 степени. Користи се за испитивање централног поља унутар 30 степени од фиксације и за одређивање величине слепе тачке. Пошто папиломакуларни сноп чини 90% свих аксона оптичког нерва и покрива централни вид од 30 степени, тангентни екран је одличан алат за процену дефекта поља неуролошког типа. Испитивач стоји испред пацијента да посматра фиксацију и ради са сваке стране екрана наизменично. Беле или обојене мете се постављају на штапиће, који се полако померају од спољашње визуелне перцепције ка фиксацији. Иако је велика свестраност део ове технике, очигледан је и изразити недостатак: Рука и тело испитивача могу да ометају пацијента који покушава да се концентрише и задржи фиксацију на малој белој мети.
Периметар хемисферне пројекције (Голдманнов периметар) је прецизан и популаран инструмент за тестирање и периферних и централних делова видног поља. Пружа изузетну брзину рада за кинетичку периметрију, а осветљеност позадине хемисфере може се прецизно контролисати како би се адаптација светлости ретине одржавала константном. Фиксацију одржава периметриста преко телескопа који је прецизнији метод него што се користи са тангентним екраном. Пројектоване тачке константне величине и фиксног контраста се померају са периферије ка центру.

## Клинички значај

### Локализација дефеката видног поља
Да би прецизно протумачио резултате периметрије, испитивач мора да познаје основну неуроанатомију визуелног пута. Примарни визуелни сензорни пут код људи састоји се од:
- мрежњаче,
- оптичких нерава,
- хијазме,
- оптичког тракта, заједно са бочним геникулативним телима, геникуло-калкаринским зрачењем и окципиталним кортексом.

Секундарни комплексни системи нервних влакана повезују окципитални пругасти кортекс са ипсилатералним и контралатералним областима визуелне асоцијације.
Мрежњача је добро диференцирана слојевита сензорна мембрана. Упадна светлост на крају стимулише слој ганглијских ћелија мрежњаче и аксоне ганглијских ћелија ка оптичком диску у три основна обрасца: 
- папиломакуларни сноп, који настаје из макуле или централне тачке мрежњаче,
- горњи и доњи лучни сноп, који долази из темпоралне ретине, а радијална влакна из назалне ретине.

Замишљена вертикална и хоризонтална линија кроз макулу анатомски дели мрежњачу на назалну/темпоралну, горњу/доњу половину.. Назални аксони покривају темпоралну половину вида, темпорални аксони назално полупоље, горњи аксони доње видно поље, а инфериорни аксони супериорно видно поље.
Папиломакуларни сноп представља више од 90% свих ретиналних нервних влакана у оптичком нерву. Пројектује слике из макуле и функционише да одржава оштар фокус централне фиксације. Лезије које прекидају папиломакуларни сноп производе централне или цекоцентралне скотоме (подручје слабог вида окружено са свих страна релативно бољим видом). 
Лучна влакна која окружују папиломакуларни сноп, потичу изнад, испод и темпорално од њега. Лезије лучног снопа производе скотоме лучног или клинастог облика. Оштећење горњег лучног снопа, на пример, код глаукома, манифестује се као инфериорни лучни скотом.
Лезије аксона назалне мрежњаче изазивају дефекте темпоралног поља. Ако су назални аксони најближи макули поштеђени, резултујући дефект виднопоља показује поштеду парафиксационог темпоралног хемипоља. Али ако су укључене компоненте носних влакана папиломакуларних и лучних влакана, примећује се темпорална хемианопсија. Захваћена су сва укључена темпорална поља; дакле, дефект поља наслања се на вертикални меридијан. 
Интракранијалне лезије оптичке хијазме и ретрохијазмалног визуелног пута производе хемианопсију, односно дефекте видног поља који „прати” вертикални меридијан.

## Галерија
На доњим илустрацијама приказани су груби покушај визуелизације бројних дефеката видног поља. Имајте на уму да они не могу да визуелизују перцепцију (оног што види посматрач). На пример, видна поља за два ока се виде као једно поље. Подручја која недостају се не виде као бела или црна – она су једноставно невидљива за посматрача, који, осим тога, обично није свестан да су невидљива.
- Покушај визуелизације неких од дефеката видног поља
- Париз виђен са пуним видним пољима
- Париз као што се види са битемпоралном  хемианопсијом
- Париз као што се види са биназалном  хемианопсијом
- Париз као што се види са леве стране хомонимна хемианопсија
- Париз како се види са десне стране хомонимна хемианопсија
- Тубуларни вид
- Дефект централног дела видног поља у макуларна дегенерација[10]